# Тахір ібн Мухаммад ібн Амр
Абуль Хасан Тахір ібн Мухаммад ібн Амр (883 — після 909) — емір держави Саффаридів.

## Життєпис
У молоді роки, за часів правління його діда, Амра, був губернатором Мерва.
900 року Амр був узятий в полон Ісмаїлом Самані під час битви під Балхом. Після цього саффаридська армія присягнула на вірність Тахіру, який зробив свого брата Абу Юсуфа Якуба своїм співправителем. Формально Тахір правив від імені свого діда до 901 року.
Більшу частину початкового періоду свого правління Тахір провів у західних володіннях, оскільки протистояв вторгненню до Фарсу з боку аббасидського халіфа аль-Мутадіда.
904 року Тахір повернувся до Заранга, столиці Саффаридів. Там він почав вести розгульне життя. За кілька років брати почали втрачати довіру свого народу, і хоч урядовий апарат продовжував працювати, стабільність провінцій почала падати через боротьбу різних фракцій. До 905 року припинилось надходження податків, зібраних у Фарсі й Кермані. Тахір вирішив відрядити армію до Фарсу, але швидко передумав, і військо повернулось в Сістан, нічого не зробивши.
Наприкінці 908 року до Заранга на чолі невеликого військового загону прибув інший Саффарид, аль-Лейс бін Алі, захопивши частину міста. Тахір не зміг вибити аль-Лейса зі столиці через брак коштів, які він мав би сплатити своїм воякам. Зазнавши невдачі, Тахір вирішив шукати підтримки в тюркського генерала Себюк-ері, але дорогою передумав і пішов на конфлікт з останнім. Сторони зустрілись у червні 909 року. Себюк-ері здобув легку перемогу над братами-Саффаридами. Тахіра та Якуба відправили в Багдад, де вони перебували в ув'язненні до кінця свого життя.